# Cetopsorhamdia molinae
Cetopsorhamdia molinae är en fiskart som beskrevs av Miles, 1943. Cetopsorhamdia molinae ingår i släktet Cetopsorhamdia och familjen Heptapteridae. Inga underarter finns listade i Catalogue of Life.